# أورلاندو بي. فوغن
أورلاندو بي. فوغن هو سياسي أمريكي، ولد في 11 سبتمبر 1848، وتوفي في 20 فبراير 1925. نشط حزبياً في الحزب الجمهوري. وقد انتخب عضو جمعية ولاية ويسكونسن ‏.